# Herb gminy Sitno
Herb gminy Sitno – symbol gminy Sitno, autorstwa Marty Frączek.

## Wygląd i symbolika

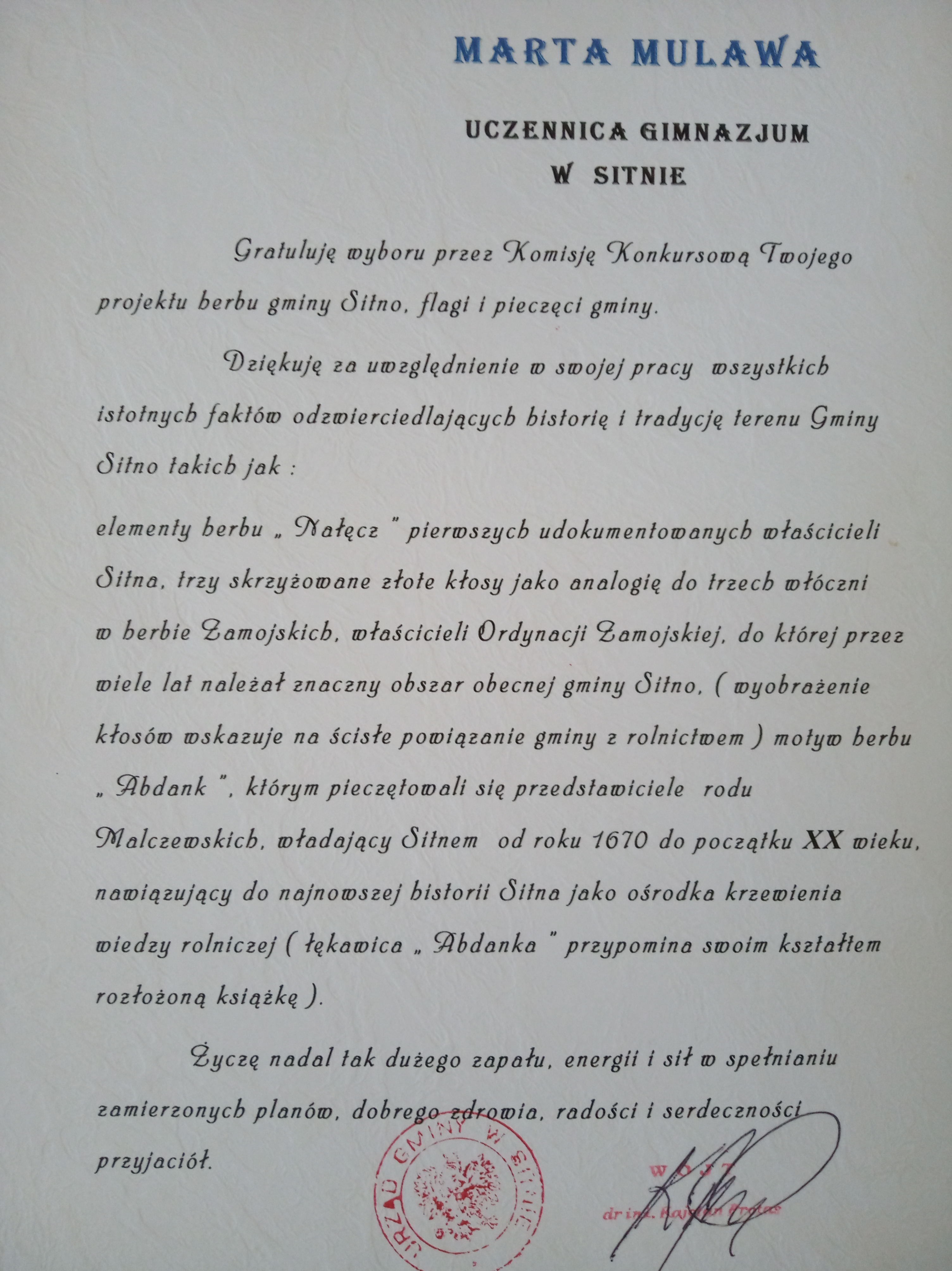
Podziękowanie wójta za projekt herbu, skierowane do autorki, Marty Frączek (nazwisko panieńskie Mulawa)

Herb przedstawia na tarczy dzielonej w słup w środkowej części trzy skrzyżowane kłosy zboża (nawiązanie do herbu Jelita rodu Zamoyskich oraz rolniczego charakteru gminy), w polu lewym błękitnym srebrną łękawicę (herb Abdank rodu Malczewskich), natomiast w polu prawym czerwonym srebrną nałęczkę (z herbu Nałęcz rodu Sitańskich).